# Tân Điền, Vĩnh Châu
Tân Điền (chữ Hán giản thể: 新田县, Hán Việt: Tân Điền huyện) là một huyện thuộc địa cấp thị Vĩnh Châu, tỉnh Hồ Nam, Cộng hòa Nhân dân Trung Hoa. Tâm Điền nằm ở phía đông của Vĩnh Châu. Huyện này có diện tích 1004 km2, dân số 370.000 người (2002). Huyện lỵ Tân Điền đóng ở trấn Long Tuyền. Tâm Điền giáp các đơn vị cấp huyện sau: Kì Dương và Thường Ninh (bắc), Quế Dương (đông), Gia Hoà (nam), Ninh Viễn (tây).